# House of Black
A House of Black é um grupo vilão de wrestling profissional, que atualmente aparece na All Elite Wrestling (AEW). O grupo consiste em Brody King, Buddy Matthews e Julia Hart, e liderado por Malakai Black. Black, King e Matthews são os atuais Campeões Mundiais de Trios da AEW em seu primeiro reinado, enquanto Black e King também lutam pela Pro Wrestling Guerrilla (PWG), onde são os atuais Campeões Mundiais de Duplas da PWG em seu primeiro reinado.
O grupo começou na PWG no Mystery Vortex 7 em 2021, onde Black e King formaram uma dupla chamada The Kings of the Black Throne. Eles venceriam o World Tag Team Championship da promoção no final daquele ano. King ingressou na AEW em 2022, onde Black já estava competindo, iniciando assim a corrida dos Kings of the Black Throne na AEW.

## História

### Pro Wrestling Guerrilla (2021–presente)
Malakai Black fez seu retorno surpresa a Pro Wrestling Guerrilla (PWG) no Mystery Vortex 7, o primeiro evento da promoção desde 2019, em 1º de agosto de 2021, ajudando Brody King a resgatar o Campeão Mundial da PWG Bandido de um ataque do Super Dragon, Black Taurus e Demonic Flamita. Black anunciou que voltaria no mês seguinte e King disse que seguiria Black para onde ele fosse, formando assim um dupla chamada Kings of the Black Throne. No Threemendous VI, os Kings of the Black Throne derrotaram Taurus e Flamita para vencerem o vago PWG World Tag Team Championship.

### All Elite Wrestling (2022–presente)
Malakai Black fez sua estreia na All Elite Wrestling no episódio de 7 de julho de 2021 do Dynamite, atacando Arn Anderson e Cody Rhodes com o Black Mass. No início de 2022, Black começou uma rivalidade com os The Varsity Blonds (Brian Pillman Jr. e Griff Garrison) e Death Triangle (Pac e Penta El Zero Miedo). No episódio de 12 de janeiro de 2022 do Dynamite, Brody King fez sua estreia na AEW, continuando assim sua equipe "Kings of the Black Throne" e posteriormente formando o grupo House of Black. Na edição de 23 de fevereiro de 2022 do Dynamite, Buddy Matthews fez sua estreia como o terceiro homem da "House of Black". O trio derrotaria Death Triangle e Erick Redbeard no pré-show do Revolution.
Em 8 de abril de 2022, Black cuspiu uma névoa negra nos olhos de Julia Hart, fazendo com que ela posteriormente recorresse ao uso de um tapa-olho, e mostrando sinais de oposição aos Varsity Blondes. No Double or Nothing, a House of Black enfrentou o Death Triangle. Durante a luta, Hart acertou PAC com a névoa negra e se juntou oficialmente ao grupo.
No AEW x NJPW: Forbidden Door em 26 de junho, Black se envolveu em uma luta Four-way na qual acertou Miro com névoa negra, iniciando uma rivalidade. Brody King também começou uma rivalidade com Darby Allin, com King perdendo uma luta Coffin contra Allin em 10 de agosto. Isso culminou em uma luta de trios no All Out em 4 de setembro, onde Darby Allin, Sting e Miro derrotaram a House of Black.
Em 5 de março de 2023 no Revolution, a House of Black venceria com sucesso o AEW World Trios Championship ao derrotar a The Elite.

## Subgrupos
| Nome                      | Membros                  | Período       | Tipo  | Promoção                      |
| ------------------------- | ------------------------ | ------------- | ----- | ----------------------------- |
| Kings of the Black Throne | Malakai Black Brody King | 2021–presente | Dupla | AEW PWG Circuito independente |

## Títulos e prêmios
- All Elite Wrestling
  - AEW World Trios Championship (1 vez, atual)[13]
- Pro Wrestling Guerrilla
  - PWG World Tag Team Championship (1 vez, atual) – Malakai Black e Brody King[14]